# 理系が恋に落ちたので証明してみた。
『理系が恋に落ちたので証明してみた。』（りけいがこいにおちたのでしょうめいしてみた）は、山本アリフレッドによる日本のウェブ漫画。略称は『リケ恋』。Web漫画掲載サイト『COMICメテオ』にて2016年3月15日に読み切り掲載後、同年5月25日より連載中。互いに好意を抱いている主人公2人が、恋愛感情とは何かを理論的に解き明かそうとするラブコメディ作品。
本作における「理系」の描写はかなり誇張して描かれており（作者曰くスーパーリケイ人）、作中のような情報系の学部では白衣を着ること自体がほぼなく純粋に作者の趣味であること、雪村と氷室のような極端な思考回路の学生はほぼおらず、そもそも女性の比率が極端に少ないためにカップル自体がほとんど存在しないこと等も認めている。
2020年1月の時点で累計100万部超え。

## あらすじ
理系の最高学府、国立彩玉大学理工学部研究科の大学院1年生、氷室菖蒲はある日、同研究メンバーの雪村心夜に想いを告げる。しかし、理系である2人は恋愛感情を証明すべく、ほかの研究室のメンバーも巻き込んだ研究を開始する。

## 登場人物
演の項は実写版の俳優。声の項は特記がない限りテレビアニメ版の声優。

### 理工学研究科

#### 池田研究室
雪村 心夜（ゆきむら しんや）
演 - 西銘駿 / 声 - 内田雄馬、大地葉（幼少期）、熊谷健太郎（テレビCM）
本作の主人公の一人。大学院1年生。身長177センチメートル。何事も明確に定義し証明出来せずにはいられない性格の理系男子で、「憶測で物事を確定するな」が口癖。氷室から恋愛感情を寄せられ、彼自身も彼女に対し恋愛感情を持っているが、それらに確証を持てないため「好き」の定義付けに氷室と共に奔走することになる。氷室に対しては異性としての感情と共に理系としての強いライバル意識も持ち合わせており、何かと張り合うことも多い。研究のためなら手段を択ばずデリカシーの欠如した面があり、それが原因で氷室から指示棒による殴打で制裁を受けることもしばしば。ただしその根本は「氷室の恋心を明確にするためなら自分がいくら嫌われても構わない」という彼なりの一途な真摯さの表れでもある。それ故に氷室を傷つけたり危険な目に遭わせる者には激しい怒りを見せるが、本人は自分のそのような面を「感情に身を任せた理性的ではない行動は氷室からの評価が下がる」と考えて嫌っている。反面異性に関する感覚は極めて初心で、氷室との実験の際に日和ってしまうことも多い。徹底したインドア派故に体力及び身体能力は極めて低く、極端に色白な胸板は棘田にレフ板とネタにされてからかわれた。そして酔った氷室の動画を定期的に見たくなる。
実は幼少時に氷室と会っており、彼女の自己肯定感の形成に極めて大きな貢献をしたが、本人はそのことを全く覚えていない。
氷室 菖蒲（ひむろ あやめ）
演 - 浅川梨奈 / 声 - 雨宮天、日笠陽子（テレビCM）
本作の主人公の一人。大学院1年生。身長170センチメートル。彼女が雪村に告白したことが物語の始まり。キスさえも作業的にしようとする理論派。「好き」の定義付けや証明に毎回苦慮している。雪村のデリカシーのない行動に悩まされることも多いが、根本的には似たタイプではあるため、むしろ意気投合して共に暴走し奏と虎輔を呆れさせることがほとんど。雪村と比較すると若干感情的で素直な面があり、実験にかこつけて雪村に甘えようとする傾向が強い。自分自身の理性的でない面を嫌っている点も雪村と同様で、雪村との喧嘩に発展した際にいわゆる「面倒くさい女」のような言動をしてしまった際にはどうしていいか分からず奏に泣きつく一面も見せた。酔っぱらうと雪村に対して極度に素直且つ甘えんぼうになるが、本人はそのことを覚えていない。後ろ髪の一部をポニーテール状にまとめており、その部分が嬉しいときに犬の尻尾のように左右に揺れる。幼少期の頃はダンゴムシの観察をする地味目な少女で同級生から陰湿ないじめを受けていたが、同年代の眼鏡の少年に出会い論理的に慰められたことで救われ、彼を目標とすることで立ち直った。ただしその時の少年が雪村であることに本人は全く気付いていない。
奏 言葉（かなで ことのは）
演 - 矢野優花 / 声 - 原奈津子、三上枝織（テレビCM）
本作の語り手。学部4年生。身長162センチメートル。最も一般人に近い感覚の持ち主であり、突飛な発想をする周囲の理系人達に対するツッコミ役。漫画を購読しており、そこからヒントを得ることもあるが突飛した考えを持つ周囲には相手にされないこともある。雪村と氷室に対しては非常に優秀な先輩として尊敬と憧れを抱く一方で彼らの常に明後日の方向に向かう恋愛模様には内心イラついており、特にモノローグではしばしば過激な言葉で突っ込んでいる。また、恋愛に関する感覚が研究室の中で最も一般的であることから特に雪村から体の良い検体と見られている節があり、彼女に無茶な実験をさせようとしては氷室にどつかれて阻止されるのがお約束の展開となっている。「普通」に過剰に執着する理由について過去に何らかのトラウマが有るらしい発言が度々出るが、作中で詳しく言及されたことはない。また武道の心得も有るらしく、作中で雪村を数回投げ飛ばしている。理系に進むきっかけは、高校生の頃に数学の担当教師であった高橋先生（声 - 石井マーク）に恋心を持ち、数学の勉強を頑張った結果であると語っている。両親＜父（声 - 長谷川裕貴）・母（声 - 三宅麻理恵）＞からは男っ気がないことを気にされている。祖父（声 - 山本格）は武道の道場を経営しており、幼少期から鍛えた奏に後を継いで欲しいと思っている。しかしこの武道が原因で、恋愛に関してトラウマを抱え苦しむようになってしまう。現に高校時代の恋愛を引きずったままでもある。
棘田 恵那（いばらだ えな）
演 - 荻野可鈴 / 声 - 大森日雅
大学院2年生。虎輔とは幼馴染。 身長142センチメートル。小柄で所謂幼児体型。マイペース且ついたずら好きな性格で、迷走する氷室と雪村の仲に茶々をいれて引っ掻き回したり虎輔をからかうのが趣味。特に虎輔の幼少時の恥ずかしいエピソードには枚挙がなく、彼をいじる際に存分に活用される(本人曰く感情が動いた体験記憶はなかなか忘れないかららしい)。平時はいつもゲームで遊んでいるかソファーで寝てるかなど不真面目だが、理系知識は深い天才肌。その天才肌ぶりは学業のみではなくゲームに対しても発揮され、複数のゲームを同時にプレイしたり、また、板書きで説明するのと同時に片手でゲームをプレイしたり、画面を全く見なくても虎輔に対しては表情筋の動きから相手の挙動を予測して勝ってしまえるほど。なんだかんだ虎輔のことは気にかけて可愛がっており、後述の虎輔が勘違いした一件も笑いながらもまんざらではなさそうな態度だった。氷室ほどではないが闇の深い青春を過ごしてきたようで、その方面の話題になると若干の卑屈さも見せる。実家における描写はかなり断片的ではあるものの到底健全とは言えない家庭環境であることは確かなようで、幼少時には虐待を受けていた可能性すら示唆されている。腐女子。無駄に影響を受けやすい所があり、池田の筋トレ話から筋トレをしだしたこともある。
犬飼 虎輔（いぬかい こすけ）
演 - 藤田富 / 声 - 福島潤、藤原夏海（幼少期）
学部4年生。身長179センチメートル。研究室の中では唯一他のメンバーから下の名前で呼ばれており、特に幼馴染の棘田からは名前を読み替えた「トラスケ」の愛称で呼ばれる。自称「愛に生きる男」で見た目や言動は俗に言うチャラ男、パリピという印象を与えるが 、実は美少女恋愛ゲームの愛好家で生身の女性との恋愛経験は皆無。美少女ゲームには研究として発表するほどの関心を持っている。サッカーのサークルに入っていたようだが現在は引退している模様。棘田に対して強い対抗意識を持ちよく反発するものの、その度にうまくやり込められて頭が上がらない。ただし仲はむしろ良いほうで、しばしば一緒にゲームをするなど憎からず思っている。幼少時は棘田によく懐いており求婚までしていたが、本人にとっては黒歴史となっている。ただし内心棘田を大切に思っている点は変わっておらず、棘田が見知らぬ男に強引に腕を掴まれた際にはその男を瞬時に殴り飛ばした。奏ほどではないが恋愛観は常識的な方で、雪村と氷室に突っ込むこともある。その愛は美少女ゲーム『リケコイアナザー』のヒロインである藍香（声 - 小見川千明）に向けられているが、後に彼女が容姿、性格共に棘田との共通点が非常に多いことに気づいてしまい、自分は実は棘田のことが好きなのではないかと苦悩するようになる。
池田 嘉信（いけだ かしん）
声 - 置鮎龍太郎
氷室たちの指導教授。身長185センチメートル。健全な身体にこそ健全な頭脳が宿るという持論に基づいて、アスリート並の肉体を維持している。普段は極めて温厚だが、怒らせると怖い。学生の研究について型にはめない柔軟さを持ち、「恋愛感情の定義化」という雪村と氷室の研究にも興味を示し、研究テーマに悩む虎輔に「恋愛ゲームの最適攻略法のアルゴリズム化」を提案した。研究室に所属する生徒は全員白衣を着用するが、自身は棘田から毎回破いてしまうことで苦言を呈されて着ることはなくなった。それが理由か、棘田には頭が上がらない。所謂、「時には毒」も必要という考えを持つこともあり山本をトラブルメーカーと思いながらも敢えて同行させることもある。
山本 亜梨華（やまもと ありか）
声 - 小倉唯
池田研究室の卒業生であり漫画家。身長165センチメートル。棘田とは大学時代からの友人。氷室と雪村の研究を知り、2人が実験する様を漫画にしようと思いつく。面白さの追求のためなら手段を選ばない人物。雪村たちの仲を進展させるためとはいえ氷室の心を深く傷つける事件を引き起こし、雪村から深い憎悪を買うこととなった。また研究を盾に虎輔にもそそのかそうとしたことから、棘田からも本気で何もしないよう釘をさされる。
原稿の締め切りをすっぽかすものの、担当編集者（声 - 山本格）を酷く恐れている。

### その他
雄一（ゆういち）
声 - 近藤雄介
普段から女性に声をかけるナンパ師。氷室と雪村のデート実験の際、氷室をナンパしようとしたが雪村の理論の前にあえなく撃沈する。池田研究室の沖縄合宿にて再登場。棘田と談笑していた際、咄嗟に腕を掴んでしまったことで虎輔の怒りを買い、殴り倒された。女癖の悪さは仲間内でも有名で、虎輔に殴られた際にも濡れ衣であるにも関わらず同情も擁護もされていなかった。
式城 直哉（しきじょう なおや）
声 - 山谷祥生
東京理工科大学に通う学生で、沖縄合宿編にて初登場。雄一の知人。奏や虎輔と同様、研究発表会では発表者の一人として参加していたが、教授達の質問にうまく答えることができず、発表が途中で打ち切られてしまった。
外面は良き好青年に見えるが自身の思い通りにならないなら強硬手段も厭わない暴力的な本性を隠しており、かつてはグレて度々問題を起こしていた。これは父親（声 - 薫侑里）に似ており、外では腰の低い姿勢を貫くも、見えないところでは息子に暴行を加えることがあった影響である。
合宿で研究発表をそつなくこなしていた奏に一目惚れし、何度もデートを持ち掛ける。しかし学祭で告白するも奏に振られ、本性を現す。スタンガンで奏を気絶させ、廃屋に連れ込んで仲間と強姦しようとする。しかし、雪村のハッタリに騙され最終的には逮捕されるという最後を遂げた。
加納 星条志（かのう せいじゅうし）
声 - 近藤浩徳
沖縄合宿編にて登場した、東京理工科大学の数理情報工学部長。普段は温厚な人物だが、研究発表になると一変して獰猛な目つきになる。趣味が剣道ということもあって、常に竹刀を持っている。教え子の式城が、かつて問題を起こした難しい生徒であることを懸念している。
郭 鍾仙（カク ショウセン）
声 - 藤吉浩二
沖縄合宿編にて登場した、北栄大学の数理情報部門教授。非常に厳格な性格で、式城の研究に対し非常に厳しく突っ込み、後に発表を控えていた奏と虎輔を恐怖のどん底に突き落とした。ただし当然ながらそれらの質問は決して学生達を貶めるものではなく、質問に対して落ち着いてしっかりとした受け答えが出来ていた奏と、逆に口が悪いながらも自分に対して一歩も怯まずに激しい弁論を繰り広げた虎輔に対してはむしろ好感を持っていた。
藤原 翠雨（ふじわら すいう）
声 - 山田麻莉奈
彩玉大学理学部生体制御学科に在籍する大学院2年生。クリスからの愛称は「スイ」。妖艶かつ蠱惑的な所作が特徴で、体液の研究やクリスをからかうことを趣味とする。一人称は「うち」で、京都弁訛りで話す。
クリス・フロレット
声 - 梶裕貴
藤原と同様彩玉大学理学部生体制御学科に在籍する大学院2年生。イギリス人の父親を持つハーフで、言動にブリテンチックな表現が目立ち、騎士道や紳士道を重んじる性格。藤原とは4年交際しており、雪村などに誘惑しようとすれば赤面して怒り出すやきもち焼きの気がある。恋人がいながらも女性の誘惑に弱い所がある雪村に呆れたことがある。
神楽野 春（かぐらの はる）
声 - 長谷川玲奈
タピオカを好む女子高生ギャル。勉強が苦手なため、父親の友人の教え子に当たる雪村を家庭教師として紹介される。当初は愛想のない雪村のことを良く思っていなかったが、タピオカを例に物理の面白さを講義する雪村に少しずつ好意を抱き、呼称も「ユキピー先生」となる。また、雪村との出会いで眼中になかった大学進学を考えるようになる。彩玉大学の学祭で氷室に大学を案内されるうちに、本気で彩玉大学への進学を目指すように考える。
谷口 祥貴（たにぐち しょうき）
声 - 大久保貴
彩玉大学教育学部の生徒。奏の恋愛実験の際、円香と行動することになった。すぐにムキになる円香を見て、「自分では楽しませてあげられないだろう」と心から気にしている。その一方で、愛想を尽かさず自分と向き合ってくれる円香に好意を抱いている。
神谷 円香（かみや まどか）
声 - 高柳知葉
谷口同様に彩玉大学教育学部の生徒。「謝礼が出る」という理由から奏との恋愛実験に谷口と参加した。やたらと谷口に突っかかるところがあるが、実際は言い過ぎてしまったことで嫌われないかを気にしている。それでも嫌うことなく常に向き合ってくれる谷口に好意を抱いている。
星上 綺羅々（ほしがみ きらら）
声 - 藤井彩加
星上 綺羅莉（ほしがみ きらり）
声 - 橋本ちなみ
棘田の高校の後輩で双子。普段の綺羅々は美容師、綺羅莉はアパレル店に勤務している。しかし、巷ではフォロワー数100万人を誇る超人気コスプレイヤーの「キラキラ姉妹」として有名。池田研究室が学祭で行う「コスプレ体験」に協力した。
神楽野先生 （かぐらのせんせい）
声 - 玉井勇輝
春の父親であり、統計数理学における権威者。雪村が尊敬する人物であるが、春に対し「馬鹿な娘」「我が家からどうしてあんなのが生まれたのか」など、常に見下す発言をしていた。そのため、「娘への接し方のせいだ」と雪村に一喝され態度を改める。春が彩玉大学への進学を目指すように考えてからは、心の底から応援するようになった。尚、エンディングテロップでは「春の父」と表記。
久世先生（くぜせんせい）
声 - 志村貴博
彩玉大学出身で、ノーベル賞授賞者。宇宙について研究しており、池田教授ですら頭の上がらない人物である。学祭では特別講義を行っていた。
不良たち
声 - 吉本元喜、安部川賢治郎、橘龍丸、伊藤聖将
いずれも式城の知人。アニメではそれぞれ不良A、不良B、不良C、不良Dと表記されていた。学祭から拉致した奏に強姦しようと迫る。その後、奏を助けに入った雪村へ一斉に暴行するが、雪村の持っていた塩酸をかけられ（中身はフェイク）式城を置いて逃亡。しかし、出たところであっけなく警察に逮捕される。
リケクマ
声 - 麻倉もも
難解な専門用語を解説するマスコットキャラクター。なぜか人類を見下しており非常に高圧的かつ口が悪い。原作の本編には登場しないが、アニメにおいては度々マスコットとして登場する。
雛森蓮
声 - 小見川千明
美少女ゲーム『リケコイアナザー』のヒロイン、藍香の担当声優。
棘田の母（いばらだのはは）
声 - 道井悠

## 書誌情報
- 山本アリフレッド『理系が恋に落ちたので証明してみた。』フレックスコミックス〈メテオCOMICS〉、既刊19巻（2025年8月8日現在）
  1. 2016年11月10日発売、ISBN 978-4-593-85846-0
  2. 2017年6月9日発売、ISBN 978-4-593-85861-3
  3. 2017年11月26日発売、ISBN 978-4-593-85873-6
  4. 2018年7月12日発売、ISBN 978-4-86675-018-7
  5. 2019年1月12日発売、ISBN 978-4-86675-043-9
  6. 2019年7月12日発売、ISBN 978-4-86675-068-2
  7. 2020年1月11日発売、ISBN 978-4-86675-090-3
  8. 2020年3月12日発売、ISBN 978-4-86675-096-5
  9. 2020年10月22日発売、ISBN 978-4-86675-122-1
  10. 2021年7月12日発売、ISBN 978-4-86675-156-6
  11. 2022年1月12日発売、ISBN 978-4-86675-188-7
  12. 2022年4月12日発売、ISBN 978-4-86675-208-2
  13. 2022年6月10日発売、ISBN 978-4-86675-222-8
  14. 2023年2月10日発売、ISBN 978-4-86675-269-3
  15. 2023年6月12日発売、ISBN 978-4-86675-294-5
  16. 2023年12月12日発売、ISBN 978-4-86675-325-6
  17. 2024年7月12日発売、ISBN 978-4-86675-363-8
  18. 2025年2月12日発売、ISBN 978-4-86675-409-3
  19. 2025年8月8日発売、ISBN 978-4-86675-450-5

## テレビドラマ
『リケ恋〜理系が恋に落ちたので証明してみた。〜』は、テレビ埼玉ほかにて2018年9月1日から毎週土曜24:30-25:00（日曜深夜0:30-1:00）に放送開始されたテレビドラマ。全4話。

### スタッフ
- 監督 - 旭正嗣
- 製作統括 - 船越雅史
- 企画・プロデュース - 山本剛士、伊藤秀裕、蓼沼風太
- 企画協力 - 野淵大輔、青木伸吾、小栗悠太、吉本美雅子、石川翼
- プロデューサー - 高木征太郎、出口雅史、冨澤幸一、井上晴貴、近藤和之、寺田良司、岡田豊、小島孝浩、佐藤敏宏、岡部淳也
- アソシエイト・プロデューサー - 高見勇介、緑川靖雄、知野美紀子
- キャスティングプロデューサー - 山口正志
- 音楽 - AKIYOSHI YASUDA
- 音楽プロデュース - HIDEAKI“IKA”IKAWA（Wee’s inc.）
- 主題歌 - めちゃめちゃトランクス「Liberty」（LEOMAX）
- オープニング曲 - FAITH「Unexpected」
- 監修 - 山田敏規（国立大学法人埼玉大学）
- 脚本 - 幸修司
- 撮影 - 古谷巧
- 照明 - 今野健
- 録音 - 小牧将人
- 編集 - 目見田健
- 音響効果 - 丹雄二
- 整音 - 高田義紀、南裕貴弥
- キャスティング - 田山大悟
- 助監督 - 山鹿孝起
- 制作担当 - 石井雅教
- 演技事務 - 北田希利子
- CGIディレクター - 東海林毅
- アシスタントプロデューサー - 三浦和佳奈
- 資料協力 - 横山明日希
- スタイリスト - 椎名倉平
- ヘアメイク - 高橋亮
- スチール - 池田岳史
- メイキング - 蔭山周
- EDロールタイトル - グレートインターナショナル
- 制作応援 - 池田知久
- 撮影協力 - トラットリアバジル、よこはまコスモワールド、埼玉大学、埼玉ロケーションサービス、横浜フィルムコミッション
- 協力 - SHOWROOM株式会社、株式会社ドリームキャスト、BLAST、小輝日文、特殊映材社、宗特機、DEXI、APPLE BOX、LINGUA FRANCA、デジタルSKIPステーション
- 宣伝 - 齋藤寛雄、松本麻由香
- 制作協力 - エクセレントフィルムズ
- 製作 - 「リケ恋」製作委員会：バップ、エクセレントフィルムズ、ぴあ、DEN、テレビ埼玉、とちぎテレビ、千葉テレビ放送、テレビ神奈川、岐阜放送、京都放送、日本BS放送

### 放送日程
| 各話  | 放送日        | サブタイトル                               |
| ----- | ------------- | ------------------------------------------ |
| 第1話 | 2018年9月1日  | 理系が恋におちたので‟好き"を定義してみた。 |
| 第2話 | 2018年9月8日  | 理系が恋に落ちたので実験してみた。         |
| 第3話 | 2018年9月15日 | 理系が恋に落ちたのでデートしてみた。       |
| 第4話 | 2018年9月22日 | 理系が恋に落ちたのでキスしてみた。         |

## 実写映画
上記テレビドラマの続編として、『劇場版 リケ恋 理系が恋に落ちたので証明してみた。』2019年2月1日に公開。
浅川梨奈、西銘駿の主演で山本アリフレッドの人気コミックを実写化したドラマ『リケ恋〜理系が恋に落ちたので証明してみた。〜』の劇場版。理系の男女が恋に落ち、恋愛感情とは何かを論理的に解き明かそうとする様子を描く。彩玉大学で同じ研究室に所属するツンデレ理系美女・氷室菖蒲と理系男子・雪村心夜。氷室に告白された雪村は「理論的に好きを証明できなければ、好きとは言えないし、理系としても失格！」と、2人は研究室のメンバーも巻き込み、デート実験、好きの構成要素の解明、心拍数計測実験、ムード値の計測などなど、恋の定義に関する証明実験をスタートさせる。浅川と西銘が主人公の氷室、雪村を演じるほか、矢野優花、藤田富、荻野可鈴らドラマ版のキャストに加え、劇場版キャストとして桜田通、佐藤友祐、鈴木つく詩らが顔をそろえる。
- 主題歌 - nel「忘れないで」
- オープニング曲 - JEY-J「Tearin’ Us Apart feat. A. Rose Jackson」

### スタッフ（映画）
- 監督 - 旭正嗣　佐藤敏宏
- 製作統括 - 船越雅史
- 企画・プロデュース - 山本剛士、伊藤秀裕
- 企画協力 - 野淵大輔、青木伸吾、小栗悠太、吉本美雅子、石川翼
- プロデューサー - 高木征太郎、出口雅史、冨澤幸一、井上晴貴、近藤和之、寺田良司、岡田豊、小島孝浩、佐藤敏宏、岡部淳也
- アソシエイト・プロデューサー - 高見勇介、緑川靖雄、知野美紀子
- キャスティングプロデューサー - 山口正志
- 音楽 - 小島英雄、三宅了
- 監修 - 山田敏規
- 脚本 - 幸修司、伊藤秀裕
- 撮影 - 古谷巧
- 照明 - 今野健
- 録音 - 弥栄裕樹
- 編集 - 目見田健
- 音響効果 - 丹雄二
- 整音 - 高田義紀、南裕貴弥
- キャスティング - 田山大悟
- 助監督 - 山鹿孝起
- 制作担当 - 石井雅教
- 演技事務 - 北田希利子
- CGIディレクター - 東海林毅
- アシスタントプロデューサー - 三浦和佳奈
- 資料協力 - 横山明日希
- 演出助手 - 水増奨太
- 撮影助手 - 松島翔平、田原更沙
- 照明助手 - シャオ・チャン、長澤泰成
- 録音助手 - 戸根広太郎、古賀陽大
- スタイリスト - 椎名倉平
- スタイリスト助手 - 石川奈央、大山瑠梨花
- ヘアメイク - 高橋亮
- スチール - 池田岳史
- メイキング - 蔭山周、じんのひろあき
- キャラクター画作成 - 進藤こはる
- スタント - 山村真也
- スタント輔助 - 佐藤優
- 脚本印刷 - シナリオプリント
- EDロールタイトル - グレートインターナショナル
- 撮影応援 - 日暮聡、高橋哲也
- 制作応援 - 池田知久、春山伸也

## テレビアニメ
第1期は2020年1月から3月までTOKYO MXほかにて放送された。
第2期『理系が恋に落ちたので証明してみた。r=1-sinθ』（りけいがこいにおちたのでしょうめいしてみた。ハート）は2022年4月から6月まで放送された。

### スタッフ（アニメ）
|                               | 第1期                                                                                | 第2期 |
| ----------------------------- | ------------------------------------------------------------------------------------ | --- |
| 原作                          | 山本アリフレッド                                                                     | 山本アリフレッド                                                                                                |
| 監督                          | 喜多幡徹                                                                             | 喜多幡徹 |
| 副監督                        | 大西健太                                                                             | N/A |
| シリーズ構成                  | 池田臨太郎                                                                           | 池田臨太郎 |
| キャラクターデザイン          | 五十内裕輔                                                                           | 五十内裕輔 |
| 総作画監督                    | 五十内裕輔                                                                           | 五十内裕輔 |
| 五十内裕輔、牛島勇二          |                                                                                      | |
| プロップデザイン              | 新谷真昼                                                                             | 狩野都 |
| 美術監督                      | 坂上裕文                                                                             | 坂上裕文 |
| 色彩設計                      | 松山愛子                                                                             | 松山愛子 |
| 撮影監督                      | 田中浩介                                                                             | 田中浩介 |
| 編集                          | 宇都宮正記                                                                           | 宇都宮正記 |
| 音響監督                      | 今泉雄一                                                                             | 今泉雄一 |
| 音楽・劇伴制作                | SUPA LOVE                                                                            | SUPA LOVE |
| 音楽プロデューサー            | 松原憲                                                                               | 松原憲 |
| 音楽プロデューサー            | 横山学                                                                               | N/A |
| プロデュース                  | 斎藤俊輔                                                                             | 斎藤俊輔 |
| プロデューサー                | 本木円、白井有希子、成田拓也、内林大道、鈴木良兵                                     | 本木円、白井有希子、成田拓也、内林大道、鈴木良兵                                                                |
| プロデューサー                | 藍沢亮、高木隆行、角田博昭 横山学、伊達光良、大和田智之 渡邉亜依、青木伸吾、山下友浩 | 中里浩彰、紀東輝、川名悠太 林信仁、宮田芳史、田坂健太 小田学、大森慎司、栗田ひろ子 川野和貴、米谷陵、尾崎穂乃香 |
| アニメーション プロデューサー | 渡辺隆之                                                                             | 渡辺隆之 |
| アニメーション制作            | ゼロジー                                                                             | ゼロジー |
| 製作総指揮                    | 夏目公一朗                                                                           | 夏目公一朗 |
| 製作                          | アニメ「リケ恋」製作委員会                                                           | アニメ「リケ恋2」製作委員会                                                                                     |

### 主題歌
「PARADOX」
雨宮天による第1期オープニングテーマ。作詞は藤原優樹、作曲・編曲はトミタカズキ、ブラスアレンジは松原憲。
「チューリングラブ feat.Sou」
ナナヲアカリによる第1期エンディングテーマ。ナユタン星人によって書かれ、ゲストボーカルとしてSouが参加している。最終話は、はるまきごはんによるアコースティックアンサンブルが追加された「Last Episode ver.」が使用される。
「Love-Evidence」
雨宮天による第2期オープニングテーマ。作詞は上坂梨紗と西野蒟蒻、作曲・編曲はsaku。
「ビビっとラブ」
CHiCO with HoneyWorks meets まふまふによる第2期エンディングテーマ。作詞・作曲・編曲はHoneyWorks。

### 各話リスト
| 話数   | サブタイトル                                   | 脚本       | 絵コンテ       | 演出           | 作画監督                                   | 初放送日       |       |       |       |       |       |       |       |       |       |       |       |       |       |       |       |       |       |       |
| 第1期  | 第1期                                          | 第1期      | 第1期          | 第1期          | 第1期                                      | 第1期          | 第1期 | 第1期 | 第1期 | 第1期 | 第1期 | 第1期 | 第1期 | 第1期 | 第1期 | 第1期 | 第1期 | 第1期 | 第1期 | 第1期 | 第1期 | 第1期 | 第1期 | 第1期 |
| ------ | ---------------------------------------------- | ---------- | -------------- | -------------- | ------------------------------------------ | -------------- | ----- | ----- | ----- | ----- | ----- | ----- | ----- | ----- | ----- | ----- | ----- | ----- | ----- | ----- | ----- | ----- | ----- | ----- |
| 証明1  | 理系が恋に落ちたので解析してみた。             | 池田臨太郎 | 喜多幡徹       | 大西健太       | 牛島勇二 横田和彦                          | 2020年 1月11日 |       |       |       |       |       |       |       |       |       |       |       |       |       |       |       |       |       |       |
| 証明2  | 理系が恋に落ちたので実験してみた。             | 池田臨太郎 | 大西健太       | 殿水敦子       | 野口莉英子 狩野都                          | 1月18日        |       |       |       |       |       |       |       |       |       |       |       |       |       |       |       |       |       |       |
| 証明3  | 理系が恋に落ちたのでデートの計画を立ててみた。 | 横手美智子 | 上田慎一郎     | 上田慎一郎     | 飯飼一幸 永田有香 片岡恵美子 迫江沙羅      | 1月25日        |       |       |       |       |       |       |       |       |       |       |       |       |       |       |       |       |       |       |
| 証明4  | 理系が恋に落ちたのでデートしてみた。           | 横手美智子 | 高本宣弘       | 鈴木薫         | 牛島勇二 徳田夢之介 たかはし隆子           | 2月1日         |       |       |       |       |       |       |       |       |       |       |       |       |       |       |       |       |       |       |
| 証明5  | 理系が恋に落ちたので会議してみた。             | 池田臨太郎 | 室谷靖         | 室谷靖         | 牛島勇二 横田和彦                          | 2月8日         |       |       |       |       |       |       |       |       |       |       |       |       |       |       |       |       |       |       |
| 証明6  | 理系が恋に落ちたのでキスしてみた。             | 横手美智子 | まつぞのひろし | まついひとゆき | 池田竜也 外山陽介 糸島雅彦 輿石暁 谷口繁則 | 2月15日        |       |       |       |       |       |       |       |       |       |       |       |       |       |       |       |       |       |       |
| 証明7  | 理系が恋に落ちたので飲み会してみた。           | 池田臨太郎 | 西森章         | 宇都宮正記     | 野口莉英子 宮井加奈                        | 2月22日        |       |       |       |       |       |       |       |       |       |       |       |       |       |       |       |       |       |       |
| 証明8  | 理系が恋に落ちたので好きの証拠を集めてみた。   | 横手美智子 | 沖田宮奈       | 殿水敦子       | 迫江沙羅 飯飼一幸 片岡恵美子               | 2月29日        |       |       |       |       |       |       |       |       |       |       |       |       |       |       |       |       |       |       |
| 証明9  | 理系が恋に落ちたので沖縄合宿行ってみた。       | 横手美智子 | 高林久弥       | 高林久弥       | 狩野都 たかはし隆子                        | 3月7日         |       |       |       |       |       |       |       |       |       |       |       |       |       |       |       |       |       |       |
| 証明10 | 理系が恋に落ちたので研究発表してみた。         | 池田臨太郎 | 木田歳三       | 宇都宮正記     | 櫂容祥                                     | 3月14日        |       |       |       |       |       |       |       |       |       |       |       |       |       |       |       |       |       |       |
| 証明11 | 理系が恋に落ちたので喧嘩してみた。             | 池田臨太郎 | 西森章         | 上田慎一郎     | 牛島勇二 横田和彦                          | 3月21日        |       |       |       |       |       |       |       |       |       |       |       |       |       |       |       |       |       |       |
| 証明12 | 君に恋ができる事を証明してみた。               | 池田臨太郎 | 喜多幡徹       | 喜多幡徹       | たかはし隆子 牛島勇二 野口莉英子           | 3月28日        |       |       |       |       |       |       |       |       |       |       |       |       |       |       |       |       |       |       |
| 第2期  |                                                |            |                |                |                                            |                |       |       |       |       |       |       |       |       |       |       |       |       |       |       |       |       |       |       |
| 証明1  | 理系が恋に落ちたのでカップルと比較してみた。   | 池田臨太郎 | 喜多幡徹       | 喜多幡徹       | 五十内裕輔                                 | 2022年 4月2日  |       |       |       |       |       |       |       |       |       |       |       |       |       |       |       |       |       |       |
| 証明2  | 理系が恋に落ちたので新しい理論を探してみた。   | 池田臨太郎 | 西森章         | 中田裕児       | 日野歳三                                   | 4月9日         |       |       |       |       |       |       |       |       |       |       |       |       |       |       |       |       |       |       |
| 証明3  | 理系が恋に落ちたので昼寝してみた。             | 池田臨太郎 | 沖田宮奈       | 志賀岳         | 五十内裕輔                                 | 4月16日        |       |       |       |       |       |       |       |       |       |       |       |       |       |       |       |       |       |       |
| 証明4  | 理系が恋に落ちたのでライブに行ってみた。       | 池田臨太郎 | 西森章         | 殿水敦子       | 波風立志                                   | 4月23日        |       |       |       |       |       |       |       |       |       |       |       |       |       |       |       |       |       |       |
| 証明5  | 理系が恋に落ちたので好きの証拠を分析してみた。 | 池田臨太郎 | 西森章         | 志賀岳         | 五十内裕輔                                 | 4月30日        |       |       |       |       |       |       |       |       |       |       |       |       |       |       |       |       |       |       |
| 証明6  | 理系が恋に落ちたので証明を終了してみた。       | 池田臨太郎 | 西森章         | 真野玲         | 狩野都 山下敏成                            | 5月7日         |       |       |       |       |       |       |       |       |       |       |       |       |       |       |       |       |       |       |
| 証明7  | 理系が恋に落ちたので集団デートしてみた。       | 池田臨太郎 | 沖田宮奈       | 志賀岳         | 五十内裕輔                                 | 5月14日        |       |       |       |       |       |       |       |       |       |       |       |       |       |       |       |       |       |       |
| 証明8  | 理系が恋に落ちたので後輩に告白してみた。       | 池田臨太郎 | 西森章         | たかたまさひろ | 前田学史 永田有香 飯飼一幸 大野勉          | 5月21日        |       |       |       |       |       |       |       |       |       |       |       |       |       |       |       |       |       |       |
| 証明9  | 理系が恋に落ちたので学園祭の準備をしてみた。   | 池田臨太郎 | 沖田宮奈       | 志賀岳         | 五十内裕輔                                 | 5月28日        |       |       |       |       |       |       |       |       |       |       |       |       |       |       |       |       |       |       |
| 証明10 | 理系が恋に落ちたので学園祭してみた。           | 池田臨太郎 | 西森章         | 殿水敦子       | 波風立志                                   | 6月4日         |       |       |       |       |       |       |       |       |       |       |       |       |       |       |       |       |       |       |
| 証明11 | 理系が恋に落ちたので結婚してみた。             | 池田臨太郎 | 西森章         | 真野玲         | 金澤龍 櫂容祥 はっとりますみ               | 6月11日        |       |       |       |       |       |       |       |       |       |       |       |       |       |       |       |       |       |       |
| 証明12 | 君がありのままでいられる事を証明してみた。     | 池田臨太郎 | 喜多幡徹       | 喜多幡徹       | 五十内裕輔                                 | 6月18日        |       |       |       |       |       |       |       |       |       |       |       |       |       |       |       |       |       |       |

### 放送局
| 放送期間                | 放送時間                     | 放送局         | 対象地域       | 備考                                 |
| ----------------------- | ---------------------------- | -------------- | -------------- | ------------------------------------ |
| 2020年1月11日 - 3月28日 | 土曜 0:30 - 1:00（金曜深夜） | TOKYO MX       | 東京都         |                                      |
|                         |                              | BS11           | 日本全域       | 製作参加 / BS放送 / 『ANIME+』枠     |
|                         |                              | AT-X           | 日本全域       | CS放送 / 字幕放送 / リピート放送あり |
|                         | 土曜 1:44 - 2:14（金曜深夜） | 北海道文化放送 | 北海道         | 製作参加                             |
| 2020年1月13日 - 3月30日 | 月曜 2:00 - 2:30（日曜深夜） | 西日本放送     | 香川県・岡山県 |                                      |
| 2020年1月14日 - 3月31日 | 火曜 0:30 - 1:00（月曜深夜） | 群馬テレビ     | 群馬県         |                                      |
|                         |                              | とちぎテレビ   | 栃木県         |                                      |
| 2020年1月15日 - 4月1日  | 水曜 3:30 - 4:00（火曜深夜） | 毎日放送       | 近畿広域圏     | 『アニメ特区』第3部                  |
| 2020年1月16日 - 4月2日  | 木曜 1:00 - 1:30（水曜深夜） | 千葉テレビ     | 千葉県         |                                      |
| 2020年1月31日 - 4月17日 | 金曜 1:55 - 2:21（木曜深夜） | 長崎文化放送   | 長崎県         | 『あに。』枠                         |
| 2022年1月6日 - 3月24日  | 金曜 0:30 - 1:00（木曜深夜） | サンテレビ     | 兵庫県         |                                      |

| 放送期間               | 放送時間                     | 放送局         | 対象地域 | 備考                                   |
| ---------------------- | ---------------------------- | -------------- | -------- | -------------------------------------- |
| 2022年4月2日 - 6月18日 | 土曜 1:30 - 2:00（金曜深夜） | TOKYO MX       | 東京都   |                                        |
| 2022年4月3日 - 6月19日 | 日曜 0:00 - 0:30（土曜深夜） | BS日テレ       | 日本全域 | BS放送 / 『アニメにむちゅ〜』枠        |
| 2022年4月5日 - 6月21日 | 火曜 0:30 - 1:00（月曜深夜） | サンテレビ     | 兵庫県   |                                        |
|                        | 火曜 1:00 - 1:30（月曜深夜） | 群馬テレビ     | 群馬県   |                                        |
|                        | 火曜 23:00 - 23:30           | AT-X           | 日本全域 | CS放送 / 字幕放送 / リピート放送あり   |
| 2022年4月6日 - 6月22日 | 水曜 0:00 - 0:30（火曜深夜） | BSフジ         | 日本全域 | 製作参加 / BS放送 / 『アニメギルド』枠 |
| 2022年4月7日 - 6月23日 | 木曜 1:40 - 2:10（水曜深夜） | 北海道文化放送 | 北海道   | 製作参加                               |
| 2022年4月8日 - 6月24日 | 金曜 1:00 - 1:30（木曜深夜） | テレビ神奈川   | 神奈川県 |                                        |
|                        | 金曜 23:00 - 23:30           | とちぎテレビ   | 栃木県   |                                        |
| 2022年5月8日 -         | 日曜 2:30 - 3:00（土曜深夜） | テレビ長崎     | 長崎県   |                                        |

インターネットではAmazon Prime Videoにて、第1期は本放送に先駆けて2020年1月11日0時15分頃より全12話が一挙配信された。第2期は最速放送と同時に各話配信されるほか、DMM.com、Google Play、GYAO!ストア、HAPPY!動画、J:COMオンデマンド、milplus、music.jp、Rakuten TV、TELASA、U-NEXT、ビデックスJP、YouTube、ニコニコチャンネル、バンダイチャンネル、ひかりTV、ビデオマーケット、ムービーフルPlusにて、2022年4月16日土曜1時30分（金曜深夜）以降より順次配信。

### BD
| 巻 | 発売日       | 収録話         | 規格品番  |
| -- | ------------ | -------------- | --------- |
| 1  | 2020年6月3日 | 第1話 - 第4話  | SC-0003   |
| 2  | 2020年7月3日 | 第5話 - 第8話  | SC-0004/5 |
| 3  | 2020年8月5日 | 第9話 - 第12話 | SC-0006   |

## 舞台
2024年9月12日から16日にかけてこくみん共済 coop ホール / スペース・ゼロにて全10公演。ナレーションは森田順平。

### キャスト（舞台）
（出典：）
- 雪村心夜 - 浦野秀太（OWV）
- 氷室菖蒲 - 小坂井祐莉絵
- 奏言葉 - 古畑奈和
- 棘田恵那 - 八城まゆ
- 犬飼虎輔 - 碕理人
- 池田教授 - 八神蓮
- クリス・フロレット - 今江大地
- 藤原翠雨 - 土井悠
- 神楽野春 - 佐藤妃星
- 式城直哉 - 岸本舜生
- 山本亜梨華 - 田中梨瑚
- リケクマ（声の出演） - 麻倉もも

### スタッフ（舞台）
（出典：）
- 原作 - 山本アリフレッド（COMICメテオ）／アニメ「理系が恋に落ちたので証明してみた。」シリーズ
- 演出 - 宇治川まさなり
- 脚本 - 伊勢直弘
- 舞台監督・舞台美術 - 齊藤樹一郎
- 音響 - 松木優佳
- 照明 - 柏倉淳一
- 照明操作 - 岩城咲美
- 映像演出 - 手代木梓
- 衣装・スタイリング - 市原昌顕
- 衣装 - 今井由香
- メイク - 佐藤健司
- メイクアシスタント - 多賀夏海
- ウィッグ - 木下菜摘
- 宣伝美術 - 中塚健仁
- ビジュアル撮影カメラマン - 吉田裕之
- 演出助手 - コータロー
- 演出部 - 柿沼依子
- 制作アシスタント - 犬山こころ
- 製作実行委員会プロデューサー - 中山勢王
- 企画・プロデュース - 麻生直希
- 監修 - アニメ「リケ恋2」製作委員会、フレックスコミックス株式会社
- 主催 - 舞台「理系が恋に落ちたので証明してみた。」製作実行委員会（株式会社ジェイステイツ／株式会社サムライム）